# Theodor van de Sandt
Karl Theodor Maria van de Sandt (* 12. November 1900 in Griethausen; † 25. September 1982 in Esslingen) war ein deutscher Politiker und Landrat.

## Leben

### Herkunft und Familie
Theodor van de Sandt wurde als zweites von sieben Kindern der Eheleute Joannes Alexander Richard van de Sandt (1863–1907) und Helene Baumann (1866–1929) geboren. Seine Eltern betrieben eine kleine Landwirtschaft. Sein Bruder Heinrich war Reichstagsabgeordneter. Am 10. August 1935 heiratete Theodor in Düsseldorf Maria Wambach. Aus der Ehe gingen drei Kinder hervor.

### Werdegang
Nach dem Abitur am Gymnasium Wipperfürth studierte van de Sandt an den Universitäten Bonn, Freiburg und Münster Rechtswissenschaften. Im Jahre 1922 zunächst als Gerichtsreferendar, dann 1926 als Gerichtsassessor beim Amtsgericht Düsseldorf beschäftigt, wechselte Theodor van de Sandt zum Polizeipräsidium Kassel. Im Juni 1928 wurde er zum Polizeipräsidium Wiesbaden versetzt. Im Februar 1929 folgte die Anstellung beim Verbandspräsidenten des Siedlungsverbandes Ruhrkohlenbezirk in Essen.
Am 15. Juli 1930 folgte die Übernahme in die allgemeine Staatsverwaltung und die Preußische Bau- und Finanzdirektion in Berlin. Ein Jahr später wechselte er zur Regierung Arnsberg und danach zu den Landratsämtern Soest und Arnsberg. Am 4. Oktober 1933 wurde er vertretungsweise mit der Verwaltung des Landratsamtes Meschede beauftragt und am 1. November 1933 zum Regierungsrat befördert.
Am 19. März 1934 als kommissarischer Landrat in Meschede eingesetzt und bereits nach einem Monat beurlaubt, folgte am 2. Juni 1934 die Versetzung an die Regierung Hannover.
Ende 1939 wurde er an die Regierung in Zichenau (Ciechanow) abgeordnet und im Juni 1940 an die Regierung Königsberg versetzt. Zum 1. April 1941 ging van de Sandt zur Regierung Stade und wurde gleichzeitig zur Wehrmacht einberufen.
Am 8. Januar 1942 wurde er Leiter des Reichsverteidigungsdezernats in Stade und vom 28. Mai bis 14. Juni 1945 stellvertretender Landrat in Stade. Im Entnazifizierungsverfahren wurde van de Sandt zunächst in die Kategorie 4 (leichter Fall) eingestuft. Die in Düsseldorf vorgenommene Einstufung in die Kategorie 5 wurde wieder eingezogen. 1950 war er als Verwaltungsrechtsrat in Düsseldorf tätig und ging zum 1. August 1951 in den Ruhestand.
Er war Mitglied des Zentrums. 1933 trat er in die SA und zum 1. Mai 1937 in die NSDAP ein.
Seit 1919 war er Mitglied der katholischen Studentenverbindung KDStV Ripuaria Bonn.